# EuroFIR
EuroFIR (European Food Information Resource) is een internationale non-profitorganisatie op het gebied van de samenstelling van voedingsmiddelen. EuroFIR stimuleert het gebruik van bestaande gegevens over voedingsmiddelen en aan het verkrijgen van nieuwe gegevens door samenwerking tussen organisaties in Europa en daarbuiten. 
Het doel van de organisatie is het ontwikkelen en beheren, maar ook publiceren en exploiteren van voedingswaardegegevens door internationale samenwerking. EuroFIR werkt aan internationale harmonisatie, aan het verbeteren van de kwaliteit van voedingswaardegegevens en aan het verbeteren van de beschikbaarheid van de databases.

## Geschiedenis
Het European Food Information Resource Network project (2005-10; EuroFIR was een  Network of Excellence (NoE) met  48 partners van universiteiten, onderzoeksorganisaties en kleine en middelgrote bedrijven (SMEs) in 27 Europese landen. Het project werd gefinancierd uit het 6e kader programma van de Europese Unie (Priority 5: Food Quality and Safety; Contract nr FP6-513944).
Een van de belangrijkste doelstellingen was het ontwikkelen van het eerste online platform met actuele voedingswaardegegevens voor Europa data.
Een belangrijk resultaat van EuroFIR NoE was de oprichting in 2009 van een platform voor de langere termijn om de activiteiten uit het EuroFIR NoE project voort te kunnen zetten. Dit platform wordt gevormd door de internationale non-profitorganisatie EuroFIR AISBL.
De doelstelling van EuroFIR AISBL is het ondersteunen en bevorderen van ontwikkeling, beheer, publicatie en toepassing van voedingswaardegegevens door internationale samenwerking en harmonisatie. Hoewel EuroFIR ontstaan is uit een EU project is EuroFIR AISBL open voor leden uit de hele wereld. 

## Belang van voedingsstoffenbestanden
Voedingsstoffenbestanden zijn een fundamentele bron van informatie voor de voedingswetenschap en de gezondheidszorg. Maar ook de voedingsmiddelenindustrie (bijvoorbeeld etikettering en productontwikkeling), wetgeving en consumenten maken gebruik van deze gegevens. De bron voor informatie over voedingsstoffen in Nederland is NEVO (Nederlands Voedingsstoffenbestand) met een online zoekfunctie.
Een van de bekendste toepassingen van voedingswaardegegevens is het meten van de voedselconsumptie op individueel, regionaal, nationaal of internationaal niveau. In Nederland is dit bijvoorbeeld de Nederlandse Voedselconsumptiepeiling die wordt uitgevoerd ten behoeve van het nationale voedingsbeleid. Diëtisten en andere professionals in de gezondheidszorg gebruiken voedingsstoffenbestanden bij het opstellen van individuele voedingsadviezen en het geven van voedingsvoorlichting. Epidemiologen hebben deze informatie nodig hebben bij het vaststellen van de voedselconsumptie om het effect van voedingsstoffen op gezondheid en ziekte te onderzoeken.  

## Personen en organisaties betroken bij EuroFIR
De lijst met EuroFIR AISBL bestuur, leden en samenwerkende organisaties.
en het overzicht met (online) voedingsstoffenbestanden kan worden gevonden op de EuroFIR website.

## Projecten waar EuroFIR bij betrokken is
Tussen 2010 en 2012 zijn diverse door de Europese Commissie gefinancierde projecten van start gegaan waar EuroFIR partner is.
- EuroFIR NEXUS
- PlantLIBRA (PLANT food supplements: Levels of Intake, Benefit and Risk Assessment)
- RFID-F2F (RFID From Farm to Fork)
- DIETS2 (Thematics Network of Dietetics)
- PLEASURE (novel processing approaches for the development of food products low in fat, salt and sugar reduced)
- TDS-Exposure (Total Diet Study Exposure)